# The Double EP: A Sea of Split Peas
The Double EP: A Sea of Split Peas é um EP da cantora de indie rock australiana Courtney Barnett que compila dois de seus EPs anteriores: "I've Got a Friend Called Emily Ferris" (faixas 7-12) e "How to Carve a Carrot into a Rose" (faixas 1-6.) Foi lançado pela Marathon Artists/House Anxiety Records em 14 de outubro de 2013 no Reino Unido e no dia seguinte nos EUA. 

## Composição
Durante entrevistas, Barnett afirma que gostaria de deixar claro que este não é um álbum, mas um EP duplo que retrata apenas uma coleção de músicas de um amplo período de tempo do seu início de carreira. A revista Northern Transmissions refere-se ao compilado como uma coleção de músicas de introdução à artista, com um estilo de composição baseada em suas histórias pessoais. Mesmo em início de carreira, Barnett pode ser representada como um jovem sábia à frente de sua idade. Na composição de "Out of the Woodwork", ela afirma que "só porque você é mais velha do que eu, não significa que você tem que ser tão condescendente”, como se sua abordagem rebelde não fosse se curvar aos mais velhos, mas se manter unida à eles. 
Mike Powell, da Rolling Stone, definiu o som de Barnett como um indie rock "jangly e bagunçado" como o do Pavement e até lembrando do início de Bob Dylan. Também se aprofunda em canções sinceras sobre sua intimidade e odisseias "anti-folk" livres e descontraídas como em "History Eraser".
O maior trunfo de Barnett é sua simplicidade lírica realista, que transforma o que seria só mais um dia comum ou uma história mundana em um conto de intriga e carregado de significados. A faixa de maior destaque, "Avant Gardener", é carregada com o humor seco de Barnett que explica sua tentativa malsucedida de cuidar de um jardim, resultando em um ataque de pânico e na percepção de que ela luta contra as tarefas mais simples da vida enquanto reflete: "Eu não estou conseguindo respirar." Suas palavras poéticas são acompanhadas de uma trilha sonora de "gemidos" de guitarra psicodélicos e acordes de um rock preguiçoso, que fazem um acompanhamento espontâneo para sua narração. 

## Recepção da crítica
Mike Powell, da Rolling Stone, deu ao EP 3 de 5 estrelas, chamando-o de "uma introdução informal a um artista que provavelmente tem mais a oferecer". Em contraste, Scott Kerr, da AllMusic, foi mais favorável em sua resenha do EP, dando 4 de 5 estrelas e escrevendo que "é claro ver que juntos, esses EPs são um indicador de seu maravilhoso talento de composição". A música "Avant Gardener" tocou nos créditos no final da segunda temporada da série Netflix Bojack Horseman. 

## Faixas
Todas as faixas são escritas por Courtney Barnett, exceto onde indicado. 
| N.º            | Título                                      | Duração |  |
| 1.             | "Out of the Woodwork"                       | 5:50    |  |
| 2.             | "Don't Apply Compression Gently"            | 3:35    |  |
| 3.             | "Avant Gardener"                            | 5:12    |  |
| 4.             | "History Eraser"                            | 3:28    |  |
| 5.             | "David"                                     | 2:53    |  |
| 6.             | "Anonymous Club"                            | 5:50    |  |
| 7.             | "Lance Jr."                                 | 3:27    |  |
| 8.             | "Are You Looking After Yourself?"           | 7:42    |  |
| 9.             | "Scotty Says"                               | 3:52    |  |
| 10.            | "Canned Tomatoes (Whole)"                   | 4:32    |  |
| 11.            | "Porcelain (Courtney Barnett e Bob Harrow)" | 7:07    |  |
| 12.            | "Ode to Odetta"                             | 2:46    |  |
| Duração total: | Duração total:                              | 56:14   |  |

## Ficha Técnica
Todos os créditos adaptados da página do EP no Bandcamp.
How to Carve a Carrot into a Rose (2013) 
Courtney Barnett and the Courtney Barnetts
- Courtney Barnett, Dave Mudie, Bones Sloane, Dan Luscombe, Alex Hamilton, Pete Convery, Bob Harrow

Técnicos
- Dan Luscombe - mixagem (faixas 1, 2, 3, 6)
- Dann Hume - mixagem(4 e 5)
- Simon Cotter - gavação no estúdio Headgap
- Joe at Crystal - masterização

I’ve Got a Friend Called Emily Ferris (2012)
Courtney Barnett and the Courtney Barnetts
- Courtney Barnett, Brent DeBoer, Pete Convery, Alex Hamilton, Peter Lubulwa, Daniel Firth, Alex Francis, Bob Harrow

Técnicos
- Daniel Firth - gravação e mixagem
- Joe at Crystal - masterização